# Elastooptyka

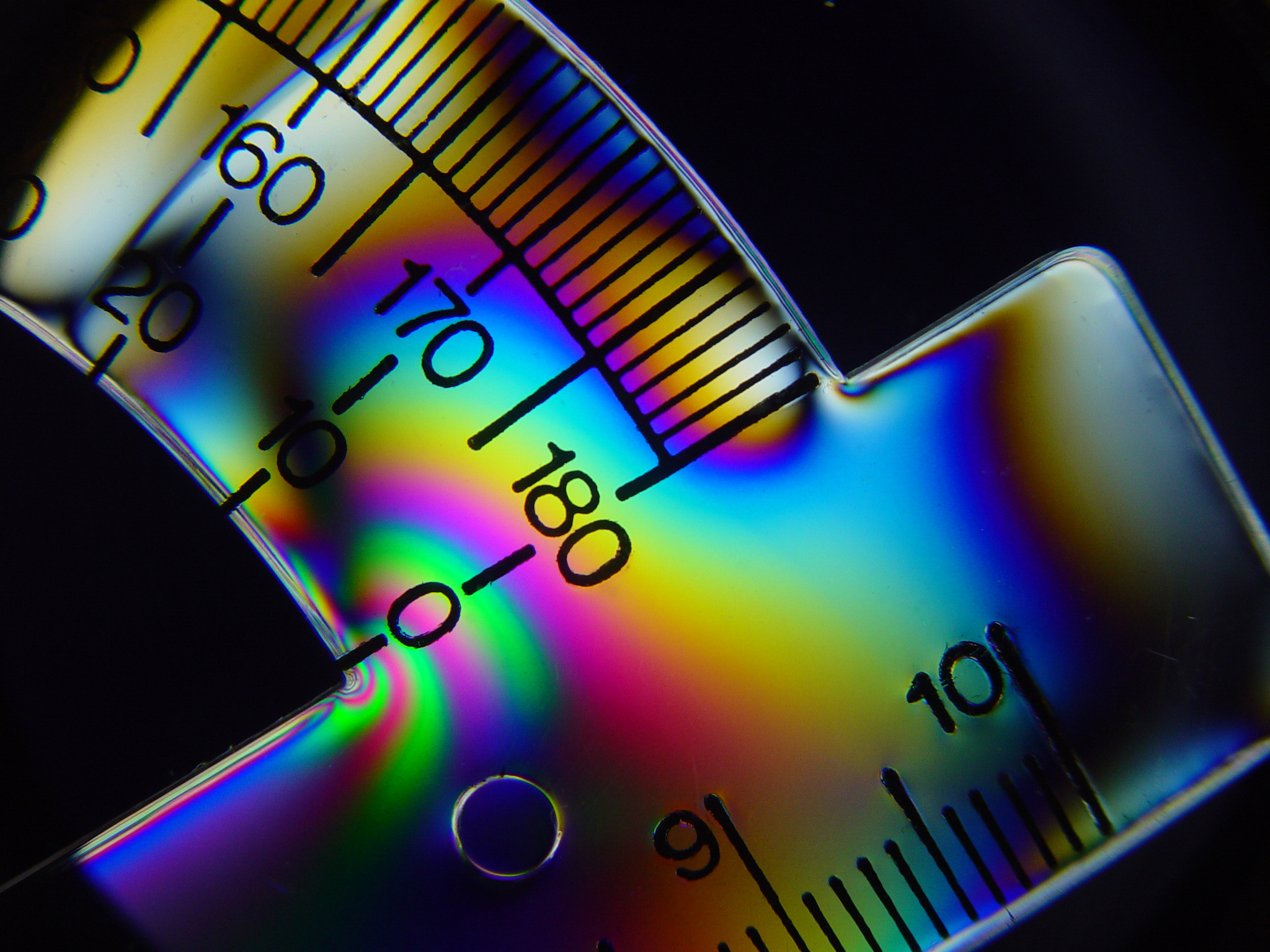
Linie naprężeń w plastikowym kątomierzu, widziane w świetle spolaryzowanym.

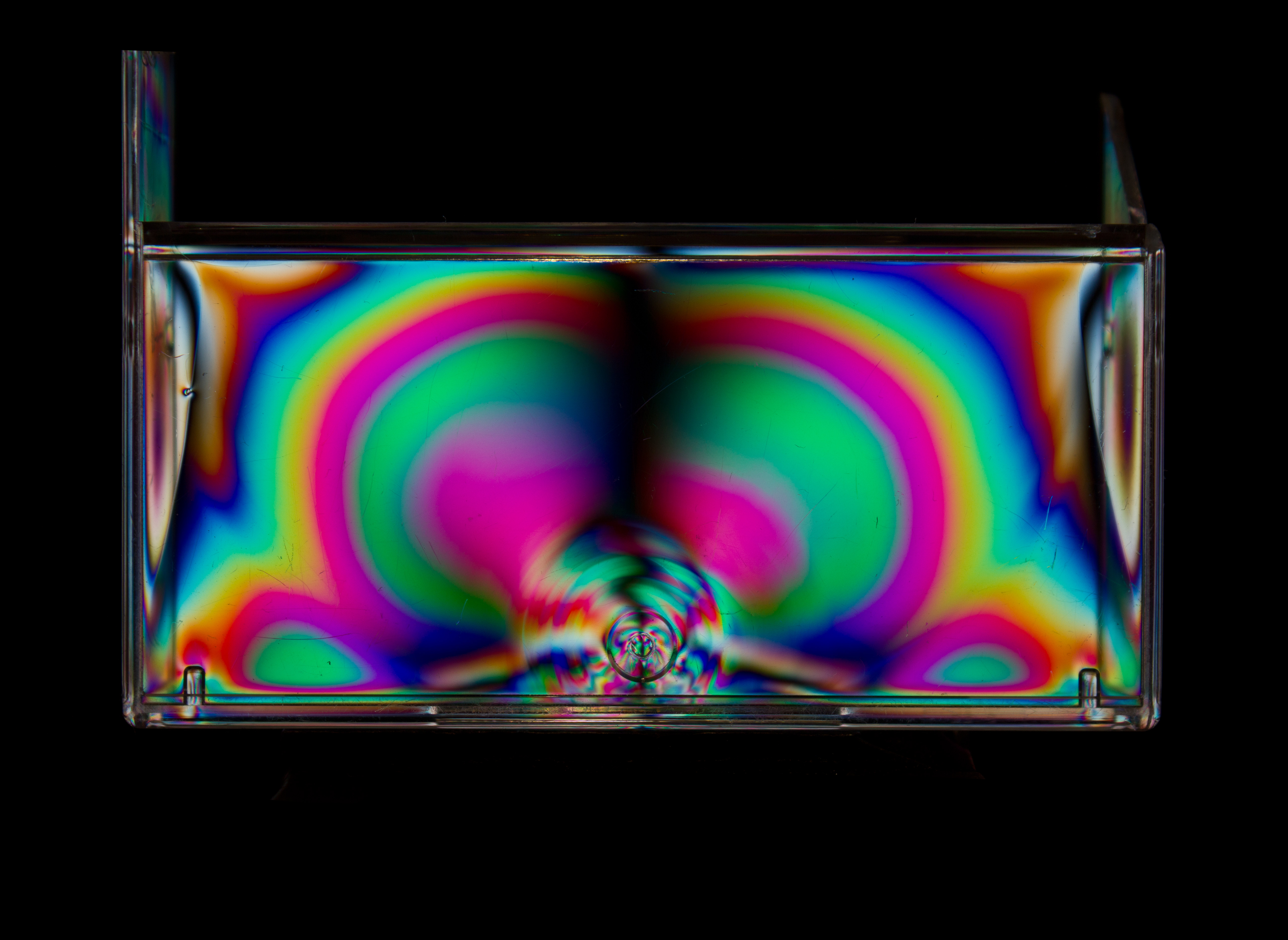
Wewnętrzne naprężenia w badanym przedmiocie. Wykonano w podwójnie spolaryzowanym świetle. Izochromy widziane w polaryskopie.

Elastooptyka – zespół metod doświadczalnych do badań stanu naprężeń i odkształceń w ciałach bezpostaciowych, normalnie izotropowych (m.in. szkło, poli(metakrylan metylu), szkliwa, polimery, celuloid), wykazujących pod obciążeniem właściwości anizotropowe, przejawiające się m.in. dwójłomnością optyczną. Pod wpływem naprężeń (jednokierunkowe rozciąganie lub jednostronne ściskanie) materiały te nabierają cech optycznych kryształu jednoosiowego o osi optycznej skierowanej równolegle do kierunku rozciągania lub ściskania. Podczas bardziej skomplikowanych deformacji (np. dwustronne rozciąganie) próbka staje się optycznie dwuosiowa. Przy oświetleniu światłem spolaryzowanym, w wyniku zjawiska dwójłomności następuje rozszczepienie światła na dwie składowe i pojawienie się prążków interferencyjnych, tworzących dwa charakterystyczne rodzaje linii: izokliny i izochromy. Na ich podstawie możliwe jest wyznaczenie naprężeń w dowolnym punkcie ciała. 

## Zastosowanie
Elastooptyka znajduje zastosowanie przy badaniu naprężeń w częściach maszyn o skomplikowanych kształtach – ich modele są wykonywane z przezroczystego materiału o właściwościach elastooptycznych. Elastooptykę wykorzystuje się także do wykrywania szkodliwych naprężeń w przedmiotach szklanych i do badania struktur polimerów.

## Przebieg badania

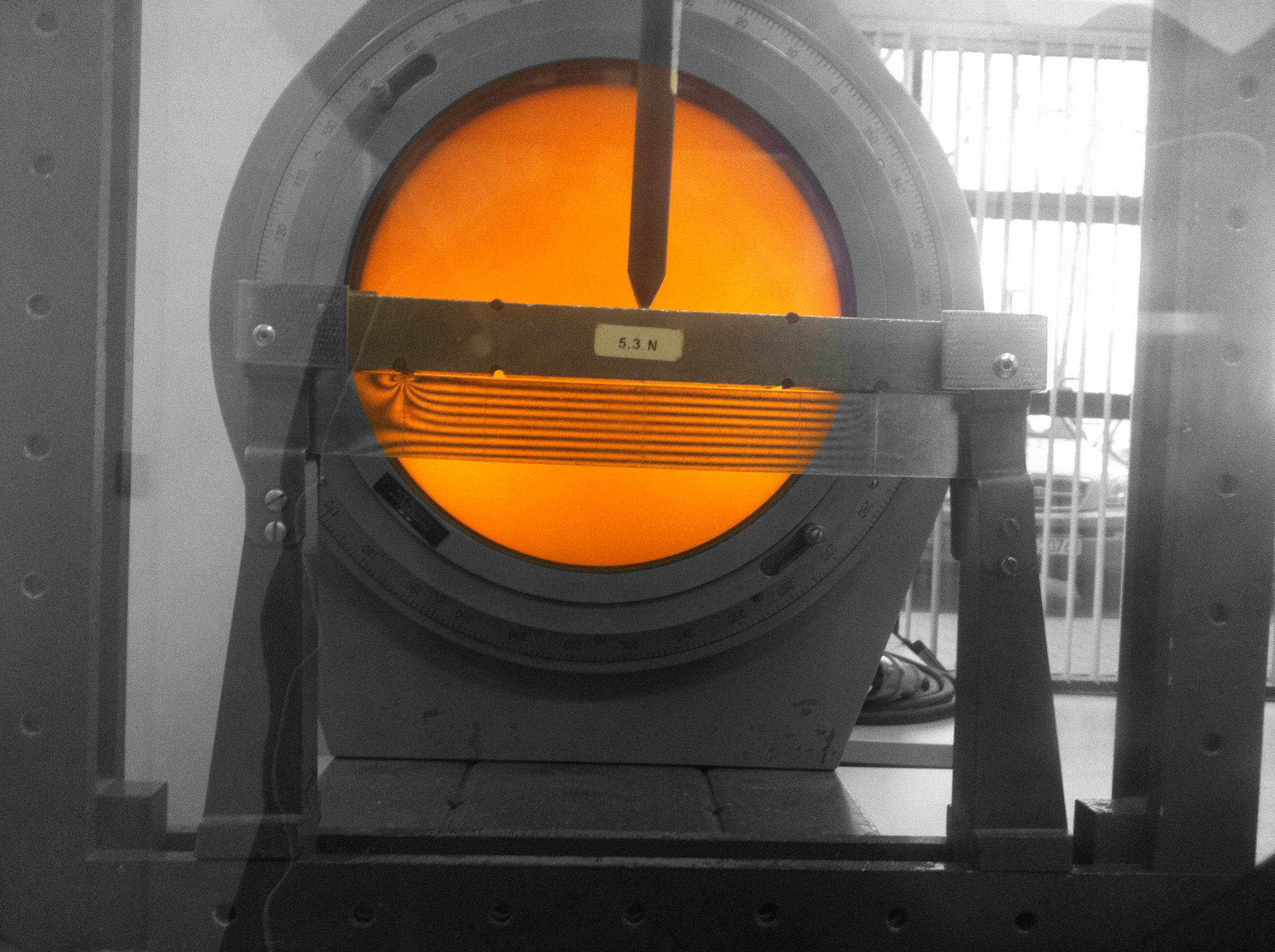
Izochromy widziane w polaryskopie.

Zwykle płaski model badanego obiektu, wykonany z materiału przeźroczystego, izotropowego i wykazującego własności wymuszonej anizotropii optycznej umieszcza się w tak zwanym polaryskopie, gdzie odpowiednio się go obciąża i przepuszcza przez niego strumień spolaryzowanego światła. Rezultatem jest obraz izoklin i izochrom związanych ze stanem naprężeń i ich rozkładem.